# Klostermansfeld
Klostermansfeld è un comune tedesco di 2 237 abitanti  situato nel land della Sassonia-Anhalt.